# Лабиссье, Скал
Скал Лабиссье (англ. Skal Labissière; род. 18 марта 1996, Порт-о-Пренс) — гаитянский профессиональный баскетболист. Играет на позиции тяжёлого форварда и центрового.

## Карьера в колледже
Ласбиссье рассматривался как один из лучших игроков своего возраста. Он подал документы в Кентуккийский университет для того, чтобы выступать на уровне колледжей. Тренер команды, Джон Калипари предложил Лабиссье программу обучения на 2015 год раньше всех, сравнив игрока с Энтони Дэвисом. Перед началом сезона он рассматривался как потенциальный 1 номер драфта 2016 года. Лабиссье набирал в среднем за матч набирал 6,6 очков (с процентом 51,6% средних бросков), совершал 3,1 подбора, 1,6 блок-шота за 15,8 минут и принял участие во всех 36 матчах за «Кентукки Уайлдкэтс».
5 апреля 2016 года Лабиссье заявил о том, что будет выставлять свою кандидатуру на драфт НБА после того, как получил возможность это сделать по правилам драфта.

## Профессиональная карьера

### Сакраменто Кингз (2016—2019)
23 июня 2016 года был выбран командой «Финикс Санз» под 28 номером на драфта НБА 2016 года. Затем был обменян в команду «Сакраменто Кингз». 15 июля 2016 года подписал свой первый контракт с клубом НБА. Дебютировал за команду 5 ноября 2016 года, набрав 8 очков и совершив три подбора за 15 минут, однако его клуб уступил со счётом 117–91 «Милуоки Бакс». 23 февраля 2017 года набрал лучший показатель в карьере - 12 очков за матч, а команда со счётом 116–100 победила «Денвер Наггетс».

### Портленд Трэйл Блэйзерс (2019—2020)
7 февраля 2019 года обменян в команду «Портленд Трэйл Блэйзерс» на тяжелого форварда Калеба Суонигана. 10 апреля Лабриссье попал в состав «Портленда», который готовился к матчах плей-офф и проверял возможности резервистов. За 40 минут на площадке игрок совершил дабл-дабл из 29 очков и 15 подборов, а команда совершила камбэк, отыграв 28 очков разницы и победила со счётом 136-131.
6 февраля 2020 года Лабиссье и денежная компенсация были обменяны в клуб «Атланта Хокс» в обмен на защищённый выбор во втором раунде драфта. За «Атланту» Лабиссье не сыграл и после окончания сезона стал свободным агентом.

### Уэстчестер Никс (2021)
9 декабря 2020 года Лабиссье подписал контракт с «Нью-Йорк Никс». Однако уже через 2 дня он был отчислен. Затем Лабиссье был приглашён в филиал «Никс» в Джи-Лиге НБА — «Уэстчестер Никс». Дебют Лабиссье в составе «Уэстчестера» состоялся 10 февраля 2021 года.

### Кангрехерос де Сантурсе (2022)
Лабиссье присоединился к команде «Сан-Антонио Спёрс» для участия в Летней лиге НБА 2021 года.
10 марта 2022 года Лабиссье подписал контракт с пуэрториканским клубом «Кангрехерос де Сантурсе» из Высшего национального баскетбольного союза.

### Мехико-Сити Капитанес (2023)
3 марта 2023 года Лабиссье подписал контракт с мексиканским клубом «Мехико-Сити Капитанес».

### Гризес Умакао (2023)
26 апреля 2023 года Лабиссье подписал контракт с командой «Гризес Умакао» из пуэрториканской лиги.

### Стоктон Кингз (2023—настоящее время)
8 сентября 2023 года Лабиссье подписал контракт с «Сакраменто Кингз», в тот же день он был отчислен чтобы перейти в фарм-клуб «Стоктон Кингз».
26 сентября 2024 года Лабиссьер повторно подписал контракт с «Сакраменто», но 18 октября контракт был расторгнут. 27 октября он вернулся в «Стоктон Кингз».

## Статистика

### Статистика в НБА
| Сезон                                                                                    | Команда    | Регулярный сезон | Регулярный сезон | Регулярный сезон | Регулярный сезон | Регулярный сезон | Регулярный сезон | Регулярный сезон | Регулярный сезон | Регулярный сезон | Регулярный сезон | Регулярный сезон | Серия плей-офф | Серия плей-офф | Серия плей-офф | Серия плей-офф | Серия плей-офф | Серия плей-офф | Серия плей-офф | Серия плей-офф | Серия плей-офф | Серия плей-офф | Серия плей-офф |
| Сезон                                                                                    | Команда    | GP               | GS               | MPG              | FG%              | 3P%              | FT%              | RPG              | APG              | SPG              | BPG              | PPG              | GP             | GS             | MPG            | FG%            | 3P%            | FT%            | RPG            | APG            | SPG            | BPG            | PPG            |
| ---------------------------------------------------------------------------------------- | ---------- | ---------------- | ---------------- | ---------------- | ---------------- | ---------------- | ---------------- | ---------------- | ---------------- | ---------------- | ---------------- | ---------------- | -------------- | -------------- | -------------- | -------------- | -------------- | -------------- | -------------- | -------------- | -------------- | -------------- | -------------- |
| 2016/17                                                                                  | Сакраменто | 33               | 12               | 18,5             | 53,7             | 37,5             | 70,3             | 4,9              | 0,8              | 0,5              | 0,4              | 8,8              | Не участвовал  | Не участвовал  | Не участвовал  | Не участвовал  | Не участвовал  | Не участвовал  | Не участвовал  | Не участвовал  | Не участвовал  | Не участвовал  | Не участвовал  |
| 2017/18                                                                                  | Сакраменто | 60               | 29               | 20,7             | 44,8             | 35,3             | 80,5             | 4,8              | 1,2              | 0,4              | 0,8              | 8,7              | Не участвовал  | Не участвовал  | Не участвовал  | Не участвовал  | Не участвовал  | Не участвовал  | Не участвовал  | Не участвовал  | Не участвовал  | Не участвовал  | Не участвовал  |
| 2018/19                                                                                  | Сакраменто | 13               | 0                | 8,7              | 43,3             | 36,4             | 54,5             | 1,8              | 0,5              | 0,2              | 0,2              | 2,8              | Не участвовал  | Не участвовал  | Не участвовал  | Не участвовал  | Не участвовал  | Не участвовал  | Не участвовал  | Не участвовал  | Не участвовал  | Не участвовал  | Не участвовал  |
| 2018/19                                                                                  | Портленд   | 9                | 1                | 7,0              | 68,4             | 100,0            | 50,0             | 2,1              | 0,6              | 0,3              | 0,3              | 3,4              | 3              | 0              | 3,5            | 25,0           | 0,0            | 0,0            | 0,0            | 0,0            | 0,0            | 0,0            | 0,7            |
| 2019/20                                                                                  | Портленд   | 33               | 1                | 17,2             | 55,1             | 23,1             | 75,8             | 5,1              | 1,3              | 0,2              | 0,9              | 5,8              | Не участвовал  | Не участвовал  | Не участвовал  | Не участвовал  | Не участвовал  | Не участвовал  | Не участвовал  | Не участвовал  | Не участвовал  | Не участвовал  | Не участвовал  |
|                                                                                          | Всего      | 148              | 43               | 17,5             | 49,2             | 35,3             | 74,8             | 4,5              | 1,0              | 0,4              | 0,7              | 7,2              | 3              | 0              | 3,5            | 25,0           | 0,0            | 0,0            | 0,0            | 0,0            | 0,0            | 0,0            | 0,7            |
| Наведите курсор мыши на аббревиатуры в заголовке таблицы, чтобы прочесть их расшифровку. |            |                  |                  |                  |                  |                  |                  |                  |                  |                  |                  |                  |                |                |                |                |                |                |                |                |                |                |                |

### Статистика в Джи-Лиге
| Сезон                                                                                    | Команда               | Регулярный сезон | Регулярный сезон | Регулярный сезон | Регулярный сезон | Регулярный сезон | Регулярный сезон | Регулярный сезон | Регулярный сезон | Регулярный сезон | Регулярный сезон | Регулярный сезон | Серия плей-офф | Серия плей-офф | Серия плей-офф | Серия плей-офф | Серия плей-офф | Серия плей-офф | Серия плей-офф | Серия плей-офф | Серия плей-офф | Серия плей-офф | Серия плей-офф |
| Сезон                                                                                    | Команда               | GP               | GS               | MPG              | FG%              | 3P%              | FT%              | RPG              | APG              | SPG              | BPG              | PPG              | GP             | GS             | MPG            | FG%            | 3P%            | FT%            | RPG            | APG            | SPG            | BPG            | PPG            |
| ---------------------------------------------------------------------------------------- | --------------------- | ---------------- | ---------------- | ---------------- | ---------------- | ---------------- | ---------------- | ---------------- | ---------------- | ---------------- | ---------------- | ---------------- | -------------- | -------------- | -------------- | -------------- | -------------- | -------------- | -------------- | -------------- | -------------- | -------------- | -------------- |
| 2016/17                                                                                  | Рино Бигхорнс         | 17               | 17               | 31,0             | 45,7             | 16,7             | 70,8             | 7,6              | 1,1              | 0,9              | 1,3              | 14,9             | Не участвовал  | Не участвовал  | Не участвовал  | Не участвовал  | Не участвовал  | Не участвовал  | Не участвовал  | Не участвовал  | Не участвовал  | Не участвовал  | Не участвовал  |
| 2017/18                                                                                  | Рино Бигхорнс         | 2                | 2                | 35,0             | 71,0             | 66,7             | 58,8             | 15,5             | 2,0              | 0,5              | 5,0              | 28,0             | Не участвовал  | Не участвовал  | Не участвовал  | Не участвовал  | Не участвовал  | Не участвовал  | Не участвовал  | Не участвовал  | Не участвовал  | Не участвовал  | Не участвовал  |
| 2020/21                                                                                  | Уэстчестер Никс       | 9                | 0                | 11,8             | 45,0             | 20,0             | 100,0            | 2,8              | 0,2              | 0,3              | 0,8              | 5,7              | Не участвовал  | Не участвовал  | Не участвовал  | Не участвовал  | Не участвовал  | Не участвовал  | Не участвовал  | Не участвовал  | Не участвовал  | Не участвовал  | Не участвовал  |
| 2022/23                                                                                  | Мехико-Сити Капитанес | 9                | 2                | 23,7             | 49,3             | 16,7             | 50,0             | 6,1              | 1,6              | 0,9              | 1,9              | 8,3              | Не участвовал  | Не участвовал  | Не участвовал  | Не участвовал  | Не участвовал  | Не участвовал  | Не участвовал  | Не участвовал  | Не участвовал  | Не участвовал  | Не участвовал  |
| 2023/24                                                                                  | Стоктон Кингз         | 40               | 28               | 24,7             | 61,4             | 34,0             | 58,3             | 6,4              | 1,8              | 0,7              | 1,8              | 13,6             | 2              | 1              | 17,6           | 62,5           | -              | 50,0           | 3,0            | 0,5            | 0,0            | 0,0            | 5,5            |
|                                                                                          | Всего                 | 77               | 49               | 24,7             | 55,2             | 27,0             | 65,3             | 6,4              | 1,4              | 0,7              | 1,6              | 12,7             | 2              | 1              | 17,6           | 62,5           | -              | 50,0           | 3,0            | 0,5            | 0,0            | 0,0            | 5,5            |
| Наведите курсор мыши на аббревиатуры в заголовке таблицы, чтобы прочесть их расшифровку. |                       |                  |                  |                  |                  |                  |                  |                  |                  |                  |                  |                  |                |                |                |                |                |                |                |                |                |                |                |

### Статистика в NCAA
| Сезон | Команда  | Conf  | Class | GP | GS | MPG  | FG%  | 3P% | FT%  | RPG | APG | SPG | BPG | PPG |
| --- | -------- | ----- | ----- | -- | -- | ---- | ---- | --- | ---- | --- | --- | --- | --- | --- |
| 2015/16 | Кентукки | SEC   | FR    | 36 | 18 | 15,8 | 51,6 | 0,0 | 66,1 | 3,1 | 0,3 | 0,3 | 1,6 | 6,6 |
| Всего | Всего    | Всего | Всего | 36 | 18 | 15,8 | 51,6 | 0,0 | 66,1 | 3,1 | 0,3 | 0,3 | 1,6 | 6,6 |
| Наведите курсор мыши на аббревиатуры в заголовке таблицы, чтобы прочесть их расшифровку Статистика приведена с сайта sports-reference.com |          |       |       |    |    |      |      |     |      |     |     |     |     |     |

### Статистика в других лигах
| Сезон | Команда                 | Лига                  | GP | GS | MPG  | FG%  | 3P%  | FT%  | RPG | APG | SPG | BPG | PFL | TOV | PPG  |
| --- | ----------------------- | --------------------- | -- | -- | ---- | ---- | ---- | ---- | --- | --- | --- | --- | --- | --- | ---- |
| 2021/22 | Кангрехерос де Сантурсе | Чемпионат Пуэрто-Рико | 37 | 33 | 28,3 | 52,6 | 37,4 | 77,0 | 6,7 | 0,9 | 0,6 | 1,7 | 2,2 | 1,0 | 11,7 |
| Всего | Всего                   | Всего                 | 37 | 33 | 28,3 | 52,6 | 37,4 | 77,0 | 6,7 | 0,9 | 0,6 | 1,7 | 2,2 | 1,0 | 11,7 |
| Наведите курсор мыши на аббревиатуры в заголовке таблицы, чтобы прочесть их расшифровку Статистика приведена с сайта basketball.realgm.com |                         |                       |    |    |      |      |      |      |     |     |     |     |     |     |      |